# Dirmsteiner Fayencen

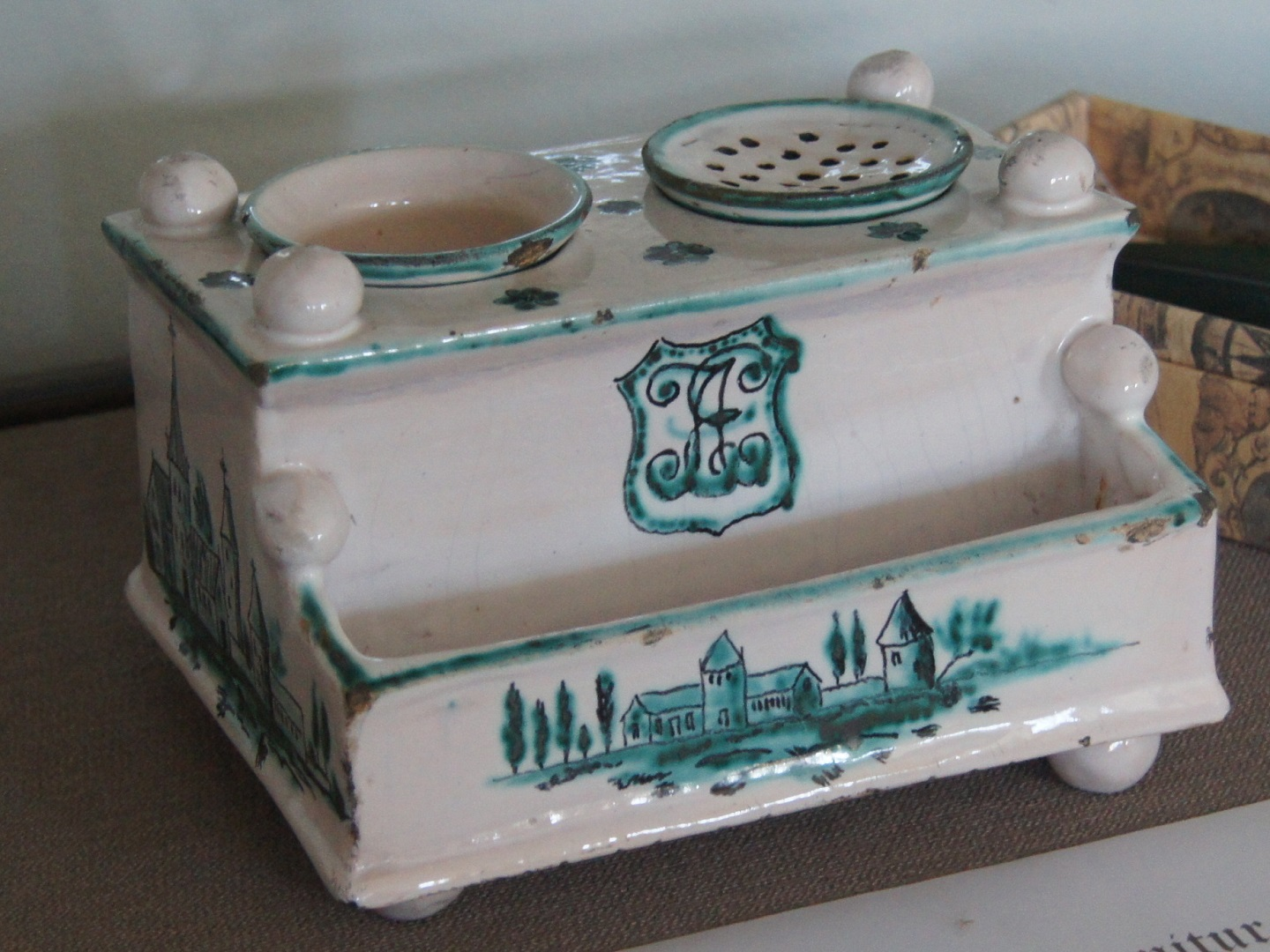
Dirmsteiner Fayence, Schreibgarnitur

Als Dirmsteiner Fayencen werden die Produkte der Manufaktur in der pfälzischen Gemeinde Dirmstein bezeichnet, in der zwischen 1778 und 1788 aus Fayence vorrangig Gebrauchskeramik und in geringerem Umfang Keramik für Repräsentationszwecke hergestellt wurde. Dirmstein gehörte zum damaligen Hochstift Worms (heute Rheinland-Pfalz).

## Geschichte
Die Keramikmanufaktur wurde 1778 im Zentrum des Dirmsteiner Oberdorfs angelegt. Als Fabrikanwesen diente – an der Nordseite des Schlossplatzes, wo heute die Metzgergasse auf die Marktstraße trifft – das imposante Gebäude des Reigerspergischen Hofs aus dem Jahre 1592. Es hatte 1689 das Niederbrennen des Ortes durch französische Truppen im Pfälzischen Erbfolgekrieg überstanden.
Dirmstein war zur Zeit der Einrichtung der Manufaktur die Sommerresidenz des Wormser Bischofs und Mainzer Kurfürsten Friedrich Karl Joseph von Erthal. Dieser war Initiator der Anlage. Die sogenannte weiße Erde wurde aus der heutigen Erdekaut bei Hettenleidelheim, dem stiftseigenen Tagebau im Pfälzerwald, geliefert. Die künstlerische Leitung der Dirmsteiner Manufaktur hatte um 1780 der Werkmeister und Dreher Danton inne.
Bereits 1779 kam es zu einer Intrige gegen den Manufakturdirektor und Keramikexperten Carl Vogelmann, als der Bürgermeister Michael Graeff gegen diesen falsche Anschuldigungen in Umlauf setzte. Vogelmann wurde enteignet und mit seiner Frau und sieben Kindern aus dem Dorf gejagt. Die Nachfolge als Direktor trat der Bürgermeister an. Er erwies sich allerdings als nicht geeignet, den Betrieb zu führen, und wurde 1782 nach drei Jahren Misswirtschaft abgesetzt.
Auch Graeffs Nachfolgern gelang es nicht, das Unternehmen zum wirtschaftlichen Erfolg zu führen. Zudem bewirkten die zahlreichen Grenz- und Schutzzölle in der Region Absatzschwierigkeiten bei den fertigen Produkten. Weil die Porzellanarbeiter Verelendung befürchteten, kam es wiederholt zu Arbeitsniederlegungen. 1788 wurde die Manufaktur nach nur zehnjährigem Betrieb aufgegeben.
In den 1960er Jahren, unter dem Bürgermeister Erich Otto, wurde das ehemalige Manufakturanwesen abgebrochen. Bis dahin war es das älteste Gebäude des Ortes. Es sollte einem neuen Wohnblock weichen, der dann nie gebaut wurde. Seit dem Abriss ist der Nordteil des Schlossplatzes eine konturlose, größtenteils geschotterte Parkplatzfläche. 

## Produktion
Die Manufaktur produzierte Gebrauchskeramik, beispielsweise Zimmeröfen für die bischöflichen Residenzen. Außerdem wurde Geschirr, wie Tafel- und Teeservices, hergestellt, zusätzlich auch kleine Standbilder von Rousseau, Voltaire und Shakespeare.
Dirmsteiner Fayence ist wegen ihrer kurzen Produktionszeit selten; die wenigen erhalten gebliebenen Exemplare sind in Sammlerkreisen begehrt.